# Prat (Costes del Nord)
Prat (en bretó Prad) és un municipi francès, situat a la regió de Bretanya, al departament de Costes del Nord. L'any 1999 tenia 1.017 habitants. El 27 de maig de 2006 s'adherí a la carta Ya d'ar brezhoneg.

## Demografia
| 1962                                       | 1968  | 1975  | 1982  | 1990  | 1999  |
| ------------------------------------------ | ----- | ----- | ----- | ----- | ----- |
| 1.144                                      | 1.052 | 1.070 | 1.098 | 1.027 | 1.017 |
| Des de 1962: població sense dobles comptes |       |       |       |       |       |

## Administració
| Període   | Identitat       | Partit |
| --------- | --------------- | ------ |
| 2001-2008 | Yves Le Guyader |        |
| 2008-     | Alain Prigent   |        |